# Empoasca tiaca
Empoasca tiaca är en insektsart som beskrevs av Irena Dworakowska 1994. Empoasca tiaca ingår i släktet Empoasca och familjen dvärgstritar. Inga underarter finns listade i Catalogue of Life.